# Комако Кімура
Комако Кімура (яп. 木村 駒子 Кімура Комако, 1887–1980), також знана в американських газетах як Комаку (Комаго) Кімуру, до Другої світової війни була японською суфражисткою, акторкою, танцюристкою, керівницею театру та редакторкою часопису. Її творчість, як літературна, так і театральна, сформувала рух за права жінок та виборче право в Японії.

## Життєпис
Комако Кімура народилася в Токіо 29 липня 1887 року наймолодшою з трьох сестер. Вона здобула освіту в мистецтві з юних років і почала вчитися Ніхон Байō в три роки, а кабукі - у п’ять. Її батько, головний клерк торговця пожежними помпами, був змушений віддати усі свої гроші лихварю, що спонукало його переїхати на Тайвань, щоб знайти роботу і залишити сім'ю, коли доньці було 8 років. Завдяки своїм танцям та театру Комако, щоб підтримати сім’ю, приєдналася до гастрольного театру в Кумамото. У своєму ранньому житті вона пішла в школу, засновану Джунко Такедзакі, де дівчаток не лише заохочували вчитися і ставали добрими, традиційними японськими дружинами та матерями, а й як «бути особистостями». Її надихнули такі мислителі, як Гете, Байрон, Метерлінк, Вайльд та Емерсон, після вивчення їх праць у школі. На неї також сильно вплинули ідеї шведської феміністки Елен Кі.  

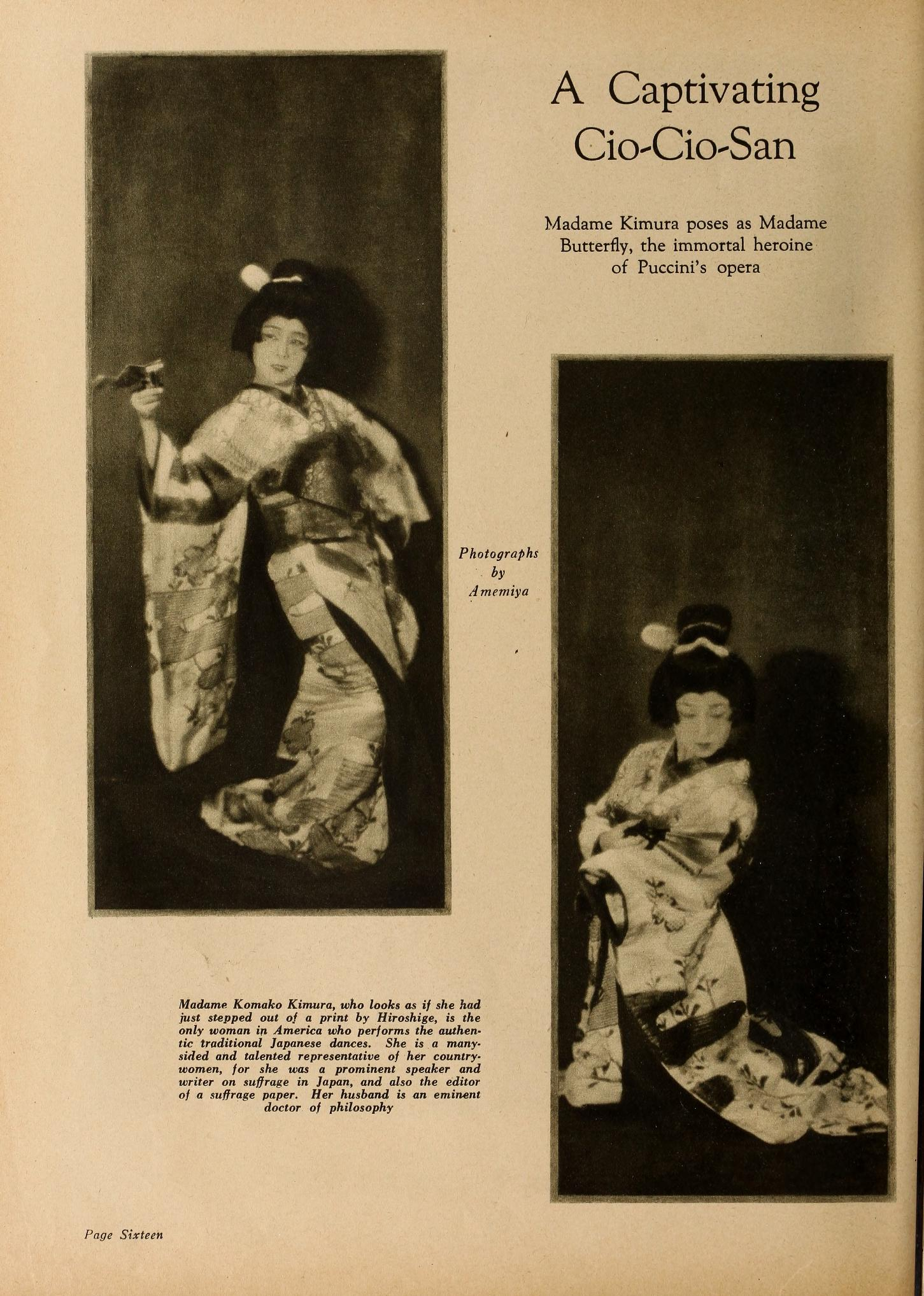
Комако Кімура в Затіненій країні, 1923 рік

## Кар'єра
Комако Кімура була досить скандальною особистістю за свої зухвалі дії як у театральному житті, так і в суфражистській роботі.

### Рання кар'єра
Комако Кімура та Кімура Хідео мали позашлюбну дитину 1908 року. Через це Комако піддали остракізму, що ускладнило їй роботу. Хоча сама вона не була соціалісткою, вона бажала більшої відкритості думок та мистецтва в Японії, тому писала для соціалістичного журналу "Кумамото хьорон". Однак вони не погоджувались друкувати її ім’я на статтях після січня 1908 року, коли стало відомо про її материнство без шлюбу. Подібним чином вона була прийнята до Школи підготовки імператорських акторок, але її вигнали, як тільки стало відомо, що вона неодружена і має дитину. 

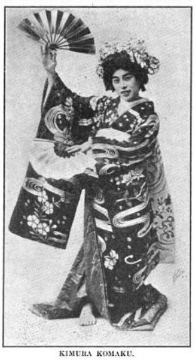
Комако Кімура в японському одязі

### Театр
Комако Кімура була керівницею двох театрів у Токіо, театру Кімура Комако та Токівази. Сама вона протягом усього життя виступала в 500 виставах у ролі шекспірівських героїнь та інших, таких як Ла Тоска, Монна Ванна та Каміль.
Вона любила сцену, тому що це був єдиний спосіб для жінки розвиватися в суспільстві, де домінують чоловіки, оскільки "лише жінки на сцені мають можливість розмовляти з діловими людьми", тобто акторкам надавався статус, недоступний навіть дружинам "діловитих людей". Її не можна було побачити слабкою ні на сцені, ані після виступів. Вона могла розмовляти і спілкуватися з впливовими чоловіками, які, своєю чергою, слухали жінку та піддавалися впливу її думки.

### «Справжня нова жіноча асоціація»
Комако Кімура створила рух під назвою «Справжня нова жіноча асоціація» (японською Шін-шинфудзінкай) у 1912 р. Разом із двома іншими жінками Нісікавою Фуміко (1882-1960)  та Міядзакі Міцуко, попри те, що вони були абсолютно різними, вони створили цикл лекцій та журнал, обидва під назвою «Нові справжні жінки» (японською Шіншинфудзін). Перша промова Комако відбулася в 1913 році під назвою "Любов і самореалізація для жінок". Вона мала намір розповсюдити журнал «Нова справжня жінка» в Америці, Японії та Європі. У своїй першій публікації в журналі Комако розповіла, що вона не просто хотіла змінити закон і надати чоловікам і жінкам рівні права на папері. Її метою було виховати з жінок вольових та вдумливих феміністок, які отримуватимуть освіту нарівні з чоловіками і не матимуть потреби звертатися до чоловіків, щоб ухвалити рішення.
До того часу, як Комако відвідала Америку 1917 року, близько 5 років вона працювала над досягненням виборчого права для жінок в Японії, але безрезультатно. Такі речі, як проблеми у фінансуванні, опозиція уряду та відсутність будь-якого японського руху за права жінок до цього значно повпливали на те, що Комако не досягла більшого прогресу у своїй діяльності.
Вона побувала в Америці, аби надихнутися американськими жінками, якими вона захоплювалась, адже вони могли висловити себе як особистість завдяки одягу та макіяжу. Вона критикувала японське суспільство за те, що воно силувало жінок відповідати певним правилам, змушуючи їх витрачати годину на зачіску та одяг, а потім не мати змоги вільно пересуватися протягом дня через обмежувальний характер традиційного японського одягу. Під час свого візиту вона зустрілася з першою жінкою-членом Конгресу Жанетт Ранкін, а також президентом Вудро Вільсоном. Крім того, вона знаменито пройшла маршем виборчого права 27 жовтня 1917 року в Нью-Йорку.

### Конфлікт та судовий розгляд
Журнал "Нова справжня жінка" проіснував до січня 1918 р., доки його не заборонив японський уряд. Журнал був відомий радикальними для того часу темами, оскільки він критикував шлюб і був першим японським виданням, яке відверто розповідало про використання засобів контрацепції.
Ця заборона поширювалась і на її публічні лекції, і їй більше не дозволяли проводити зібрання в громадських місцях. У відповідь на дії японського уряду Комако написала і виступила у ролі п'єси під назвою "Невігластво". Як і слід було очікувати, японський уряд не був задоволений цією акцією і порадив їй повернутися до гри в лагідних жінок, інакше її театри закриють. Замість того, щоб робити так, як хотів уряд, вона кинула виклик і припинила свою діяльність, зробивши всі вистави у своєму театрі безкоштовними. У відповідь уряд заарештував її. Коли її поставили перед судом, вона виступила за власний захист і зробила це настільки успішно, що замість того, щоб засудити її, уряд мимоволі пропагував ідеї Комако. Її повідомлення було розповсюджене в ході судового розгляду, що зробило її боротьбу за права жінок і жіноче виборче право знаменитим у всій країні.

### Америка і не тільки
Кімури переїхали до Америки через деякий час після суду і прожили там вісім років. У цей час Комако продовжувала просувати свою кар’єру акторки, а також виступала за виборче право жінок. Найголовніше, що вона виступала в Карнегі-Холі та на Бродвеї.
Вони повернулися в Америку в 1925 році, і вона написала кілька книг про медитацію та техніки дихання, включаючи "Підручник з мистецтва танців" та "Мистецтво Каннона". 

## Особисте життя

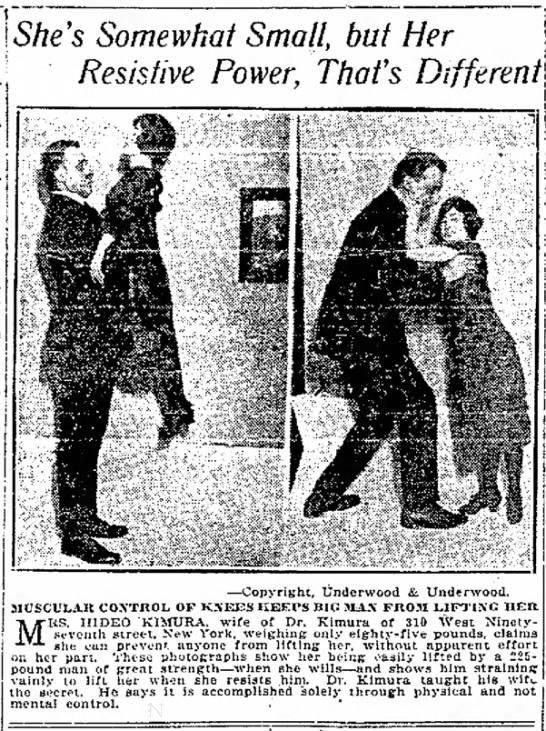
Комако та Хідео Кімура

Комако ледь не потрапила в шлюб з чоловіком, який запропонував її батькам гроші, щоб зробити її своєю наложницею, але вона втекла до шлюбу. Деякі джерела стверджують, що вона втекла в день весілля, але незрозуміло, чи це було сенсаційною тезою для газет. Вона продовжувала працювати на різних робочих місцях — від першої телефонної операторки в Кумамото до викладачки, тоді як її підтримував її друг Кімура Бансаку, який збагатився, роблячи соєвий соус.  За цей час вона, скоріш за все, три роки навчалась у гейші в Нагої. Однак вона все ще хотіла захопливого та гучного життя акторки. Вона полюбила племінника Бансаку, який займався релігієзнавством в університеті Берклі, а потім працював у медицині, використовуючи такі стратегії зцілення, як гіпноз. Від нього вона народила позашлюбного сина Шудзі у лютому 1908 року. За словами Комако, його ім'я означало "життя і смерть", оскільки "це підсумовує історію про людину".
Сім'я переїхала до Токіо в травні 1909 року, де вони були законно одружені, до осені 1911 року народила дочку. Комако брала там уроки акторської майстерності, але невдовзі припинила їх через смерть однорічної дочки в 1912 році. Кімури переїхали до Нью-Йорка через деякий час після виборчого маршу 1917 року, демонстрували японські фізичні дисципліни та проводили релігійні церемонії.

## Спадщина
Літературні твори, промови та виступи Комако Кімури були невіддільною частиною японського руху за виборче право, яке завершилося зміною виборчого законодавства 1945 року, що дозволило японським жінкам голосувати.
Крім того, її бажання, щоб жінки були нарівні з чоловіками, обговорюються у феміністичних текстах та ідеях донині.